# Hammer (Fischbachau)
Hammer ist ein Dorf in der Gemeinde Fischbachau im Landkreis Miesbach in Bayern und ein Ortsteil in der Gemarkung Fischbachau im südlichen Gemeindebereich. Hammer liegt auf 756 m ü. NHN zwei Kilometer südwestlich des Hauptorts. Der Name „Hammer“ leitet sich von einem bis 1700 dort betriebenen Eisenschmelzwerk ab.

## Verkehrsanbindung
Der Haltepunkt Fischbachau an der Bahnstrecke Schliersee–Bayrischzell befindet sich im Ortszentrum. Auch die „Wendelstein-Ringlinie“ hält hier. Diese Buslinie fährt zweimal täglich um den Wendelstein.